# Edvard Engelsaas
Edvard Engelsaas (Trondheim, 17 november 1872 - 3 augustus 1902) was een Noors langebaanschaatser.
Edvard Engelsaas begon als kunstschaatser en stapte later over naar het langebaanschaatsen. In 1895 nam hij reeds deel aan het WK Allround in Hamar, maar zonder succes. Engelsaas' succesjaar werd 1900, in dat jaar werd hij Noors kampioen. Dit was mede te danken aan het feit dat Europees en wereldkampioen Peder Østlund niet deelnam. Østlund was in Davos waar hij vier wereldrecords aanscherpte. Twee weken later werd het WK Allround in Oslo georganiseerd. Østlund won de 500 meter, maar moest op de 5000 meter zijn meerdere erkennen in Engelsaas. Østlund was moe geworden na al het reizen en gaf op. Engelsaas won de overige twee afstanden en door drie van vier afstanden te winnen werd hij de verrassende nieuwe wereldkampioen.
Het kampioenschap van 1900 werd Engelsaas laatste internationale toernooi en een aantal jaar later overleed de Noor op jonge leeftijd aan een hartkwaal.

## Resultaten
| Jaar | WK allround |
| ---- | ----------- |
| 1895 | NS4         |
| 1896 | -           |
| 1897 | -           |
| 1898 | -           |
| 1899 | -           |
| 1900 | Goud        |

- = geen deelname
NS4 = niet gestart op de 4e afstand

### Medaillespiegel
| Kampioenschap | Goud | Zilver | Brons |
| ------------- | ---- | ------ | ----- |
| WK allround   | 1    | 0      | 0     |

## Persoonlijke records
| Afstand      | Tijd    | Datum            | Baan      |
| ------------ | ------- | ---------------- | --------- |
| 500 meter    | 47,4    | 23 februari 1900 | Oslo      |
| 1500 meter   | 2.30,2  | 10 februari 1900 | Trondheim |
| 5000 meter   | 9.02,8  | 9 februari 1900  | Trondheim |
| 10.000 meter | 20.09,4 | 24 februari 1900 | Oslo      |